# センチュリオン (戦車)
センチュリオン（Centurion）は、イギリスで開発・量産された戦車（50トン級）であり、第二次世界大戦後第一世代の主力戦車でもある。イギリスで制式装備された他、各国にも輸出され使用された。
"センチュリオン"（Centurion）の名称は、ローマ軍団の「centuriō（百人隊長（ケントゥリオ）」に由来する。

## 概要
第二次世界大戦までのイギリス陸軍では戦車を、機動戦に使用する高速力の巡航戦車と、重装甲で歩兵を援護する歩兵戦車に分けて開発、運用していた。しかし北アフリカ戦線や西部戦線におけるドイツ軍との戦闘で、巡航戦車は速度と引き換えにされた装甲の貧弱さ、歩兵戦車は重火力と引き換えにされた機動力の無さが明らかになった。また、ドイツ軍の重戦車を撃破可能な17ポンド砲はどちらの戦車にも砲塔が狭すぎ搭載できなかったため、巡航戦車と歩兵戦車それぞれの長所を兼ね備えた強力な新型戦車の開発が進められた。
その開発は1943年10月にA41重巡航戦車として始まり、イギリス国内での鉄道による輸送やベイリー式工兵架橋での渡河を考慮しつつ最大限の車幅を確保して設計された。これにより大直径の砲塔リングが使用可能となったことで17ポンド砲を搭載し、ドイツ軍のティーガー重戦車と正面から撃ち合える火力と装甲を持った。厚い装甲と火力を備えることを最優先とし、さらに新開発のサスペンションは当時最新のトーションバー式と比べて基本構造は旧式だが、整備・交換性の良さと車体容積の拡大および短停止射撃の際の振動時間短縮の面で総合性能としては同等かそれ以上であり、実用上は何も問題はなかった。
原型20輌はミドルセックスのAEC社に1944年に発注され、1945年に最初の6輌（試作3、4、6、8、9、11号車）が完成し、4月には「重巡航戦車A41センチュリオン」と命名され、翌月に英陸軍に引き渡されたが、最初の戦場になる筈だったベルギーへの輸送中にドイツが降伏したため、本格的な戦闘は経験しなかった。
- 1-10号：呼称A41、17ポンド砲、20mm ポールステン機関砲
- 11-15号：呼称A41、17ポンド砲、7.92mm ベサ機関銃
- 16-18号：呼称A41S、77mm 砲、7.92mm ベサ機関銃（砲塔後部）
- 19、20号：呼称A41S、77mm 砲、7.92mm ベサ機関銃

試用の結果、1-10号車に搭載された20mm機関砲は乗員により無用と評価され、以後機関銃搭載型が生産された。
プロトタイプとは別に、一体鋳造構造の新砲塔が戦中に製作されており、これを車体前面装甲を強化しエンジンをミーティアIVA、最終減速器のギア比をプロトタイプの6.94から7.47に変更した車体に搭載した車両がA41AセンチュリオンMk.II第一号車として採用。そのままの形でヴィッカース・アームストロング社とロイヤル・オードナンスのリーズ工場で製造されることに45年8月に決定した。
センチュリオンMk.3からは攻撃力の高い20ポンド砲に換装し射撃を安定させるスタビライザーを搭載した。朝鮮戦争で初めて実戦を経験したMk.3はその高い能力を証明し、同戦争で用いられた戦車の中で最高の評価を得た。
設計は堅実で発展の余地があったため、その後もセンチュリオンの改良は休み無く続けられ、やがて20ポンド砲に代わる火力として後に西側第二世代戦車の標準装備となるL7 105mm ライフル砲を搭載した。イギリスではチーフテンが配備されるまでの20年間、Mk.13まで改修を重ねて主力戦車の重責を果たした。さらに各国で独自の改修型、派生型が開発され、南アフリカのオリファントのように外見上はもはや別物化したものまで存在する。
|          | チャレンジャー2                     | チャレンジャー1                     | チーフテン                              | コンカラー                        | センチュリオンMk.3-13                            |
| -------- | ----------------------------------- | ----------------------------------- | --------------------------------------- | --------------------------------- | ------------------------------------------------ |
| 画像     |                                     |                                     |                                         |                                   |                                                  |
| 世代     | 第3.5世代                           | 第3世代                             | 第2世代                                 | 第2世代                           | 第1世代                                          |
| 全長     | 11.55 m                             | 11.5 m                              | 10.8 m                                  | 11.582 m                          | 9.83 m                                           |
| 全幅     | 3.52 m                              | 3.51 m                              | 3.50 m                                  | 3.987 m                           | 3.39 m                                           |
| 全高     | 3.04 m                              | 2.95 m                              | 2.89 m                                  | 3.353 m                           | 3.01 m                                           |
| 重量     | 68.9 t                              | 62 t                                | 55 t                                    | 66.044 t                          | 52 t                                             |
| 主砲     | 55口径120mmライフル砲               | 55口径120mmライフル砲               | 55口径120mmライフル砲                   | 55口径120mmライフル砲             | 66.7口径20ポンド（84mm）砲 51口径105mmライフル砲 |
| 副武装   | 7.62mm機銃×1 7.62mm機関銃×1         | 7.62mm機銃×2                        | 7.62mm機関銃×2                          | 7.62mm重機関銃×2                  | Mk.3-4:7.92mm機関銃×2 Mk.5-13:7.62mm重機関銃×2   |
| 装甲     | チョバム+ERA+スラット               | チョバム+ERA                        | 通常                                    | 通常                              | 通常                                             |
| エンジン | 液冷4ストローク V型12気筒ディーゼル | 液冷4ストローク V型12気筒ディーゼル | 液冷2ストローク 水平対向6気筒ディーゼル | 液冷4ストローク V型12気筒ガソリン | 液冷4ストローク V型12気筒ガソリン                |
| 最大出力 | 1,200 hp（895 kw）                  | 1,200 hp（895 kw）                  | 750 hp                                  | 810 hp／2,800 rpm                 | 650 hp／2,550 rpm                                |
| 最高速度 | 59 km/h                             | 56 km/h                             | 48 km/h                                 | 34.28 km/h                        | 34.6 km/h                                        |
| 懸架方式 | ハイドロニューマチック式            | ハイドロニューマチック式            | ホルストマン式                          | ホルストマン式                    | ホルストマン式                                   |
| 乗員数   | 4名（車長, 砲手, 操縦士, 装填手）   | 4名（車長, 砲手, 操縦士, 装填手）   | 4名（車長, 砲手, 操縦士, 装填手）       | 4名（車長, 砲手, 操縦士, 装填手） | 4名（車長, 砲手, 操縦士, 装填手）                |
| 装填方式 | 手動                                | 手動                                | 手動                                    | 手動                              | 手動                                             |
| C4I      | 〇                                  | △                                   | ×                                       | ×                                 | ×                                                |

## 各国での活躍

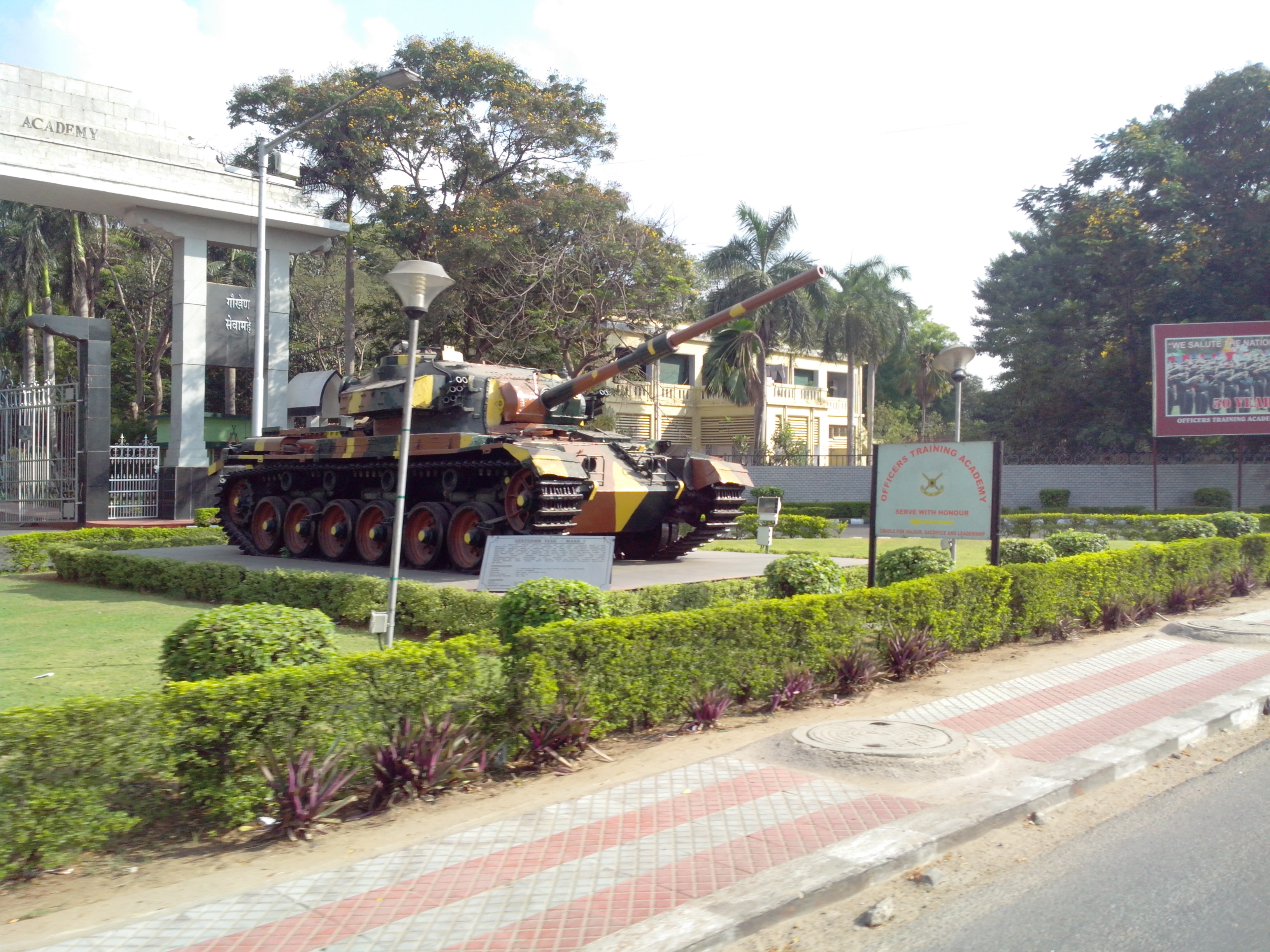
インドで保存されているセンチュリオン

インドは、印パ戦争でセンチュリオンを投入し、パキスタン軍のM47およびM48パットンと交戦し、待ち伏せ攻撃により圧勝した。
また、オーストラリアはベトナム戦争の派遣軍に参加する際にセンチュリオン Mk5/1を投入したが、戦車戦は発生しなかった。同軍の車輌は夜襲に備え砲塔前面に大型のサーチライトを装備し、また、工具箱や砲塔後部のバケット、車体前面に付けた予備転輪などをスペースドアーマー代わりにすることで、RPGの攻撃にもよく耐えたという。

南アフリカ共和国製の改良型、オリファントMk 1B

また、南アフリカもナミビア経由でのアンゴラへの侵攻（南アフリカ国境戦争）にセンチュリオンを投入し、アンゴラ軍のT-54/55やT-62と交戦している。
同国では人種別隔離政策（アパルトヘイト）を行っていたため、先進国から禁輸措置が行われ、最新兵器が輸入できない状態であった。1976年よりセンチュリオンの近代化改良型の開発計画が始まり、同年、最初の試作車が完成し、翌年1977年には2両目の試作車が完成、1978年に3両目の試作車が完成し、最終段階でオリファント Mk.1戦車として南アフリカ陸軍の制式装備として採用された。1985年からアンゴラでの戦闘に改良改造型のオリファント Mk 1Aが投入された。1991年以降に開発されたオリファント Mk 1Bに旧型車が順次改造されており、これにより南アフリカ陸軍の主力戦車のスペックを飛躍的に向上させた。
2023年現在もなお、同国内で現役として稼働中である。
オリファント戦車がこうした多期に渡る大掛かりな改修・改造を成しえたのは、ベースとなったセンチュリオン戦車が元々頑丈な設計で車体規模にも余裕があったためである。

### イスラエルでの活躍

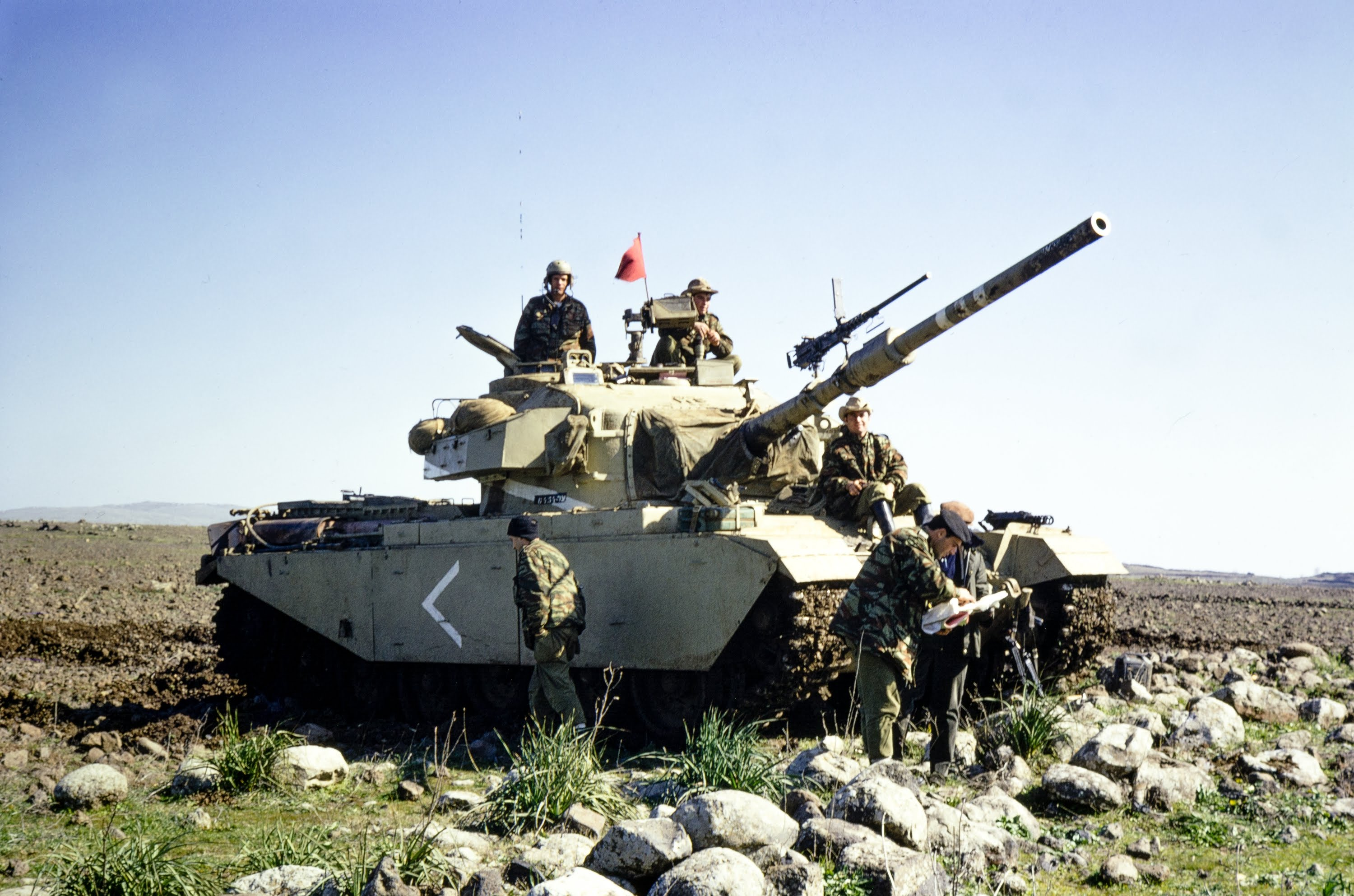
イスラエルが使用したセンチュリオン

センチュリオンは、朝鮮戦争での活躍から世界各国で主力戦車として導入されたが、中でもイスラエルに導入されたセンチュリオンは改良を加えられ、幾度かの戦役に参加し活躍した。
イスラエルは、イギリスとチーフテン改良型の共同開発の契約を結び、その契約の一部として同国で余剰化していたセンチュリオン Mk.3を導入、その後もイギリスやオランダの車両更新に伴う余剰センチュリオンを大量に購入した。
期待を受けイスラエルに導入されたセンチュリオンではあったが、元来ヨーロッパでの運用を前提として設計されていたために熱波と細かな砂塵にさらされる中東で各種のトラブルが頻発し、当初の搭乗員の評価は散々なものであった。しかし、その後の主砲やエンジン、トランスミッションなどの換装により第三次中東戦争（六日間戦争）や第四次中東戦争（ヨム・キプール戦争）でアメリカ製のM48パットン/M60パットン（マガフ）と共にアラブ連合側のソ連製T-55やT-62と激戦を繰り広げ、特にシリア機甲部隊と激突した涙の谷の戦闘では、戦場が破壊された戦車の墓場となった。また第四次中東戦争でアラブ側が運用したソ連製対戦車ミサイルによりM48/M60が多大な損害を被ったのに対し、センチュリオンは堅牢な車体構造に加えて砲塔周囲の工具箱やサイドスカートが空間装甲として機能した事で比較的損害が抑えられている。
その後、主力戦車の座はメルカバに譲ったものの、対戦車ミサイル対策としてリアクティブアーマーを装着してレバノン内戦などにも投入された。現在は戦車としては退役したものの、その地雷などへの対抗性を買われて、ナグマショットやプーマなどの装甲兵員輸送車や歩兵戦闘車、戦闘工兵車に改造され使用されている。
センチュリオンの改良により得られたノウハウはメルカバの開発に大いに生かされており、特に旧式ではあるが交換が簡単で車内容積を広くできるホルストマン・サスペンションなど、走行装置の構成はセンチュリオンに酷似している。

## 主要型式

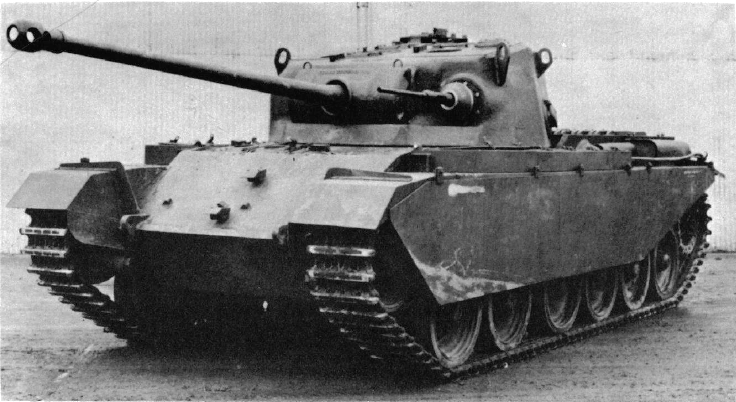
センチュリオン Mk.I

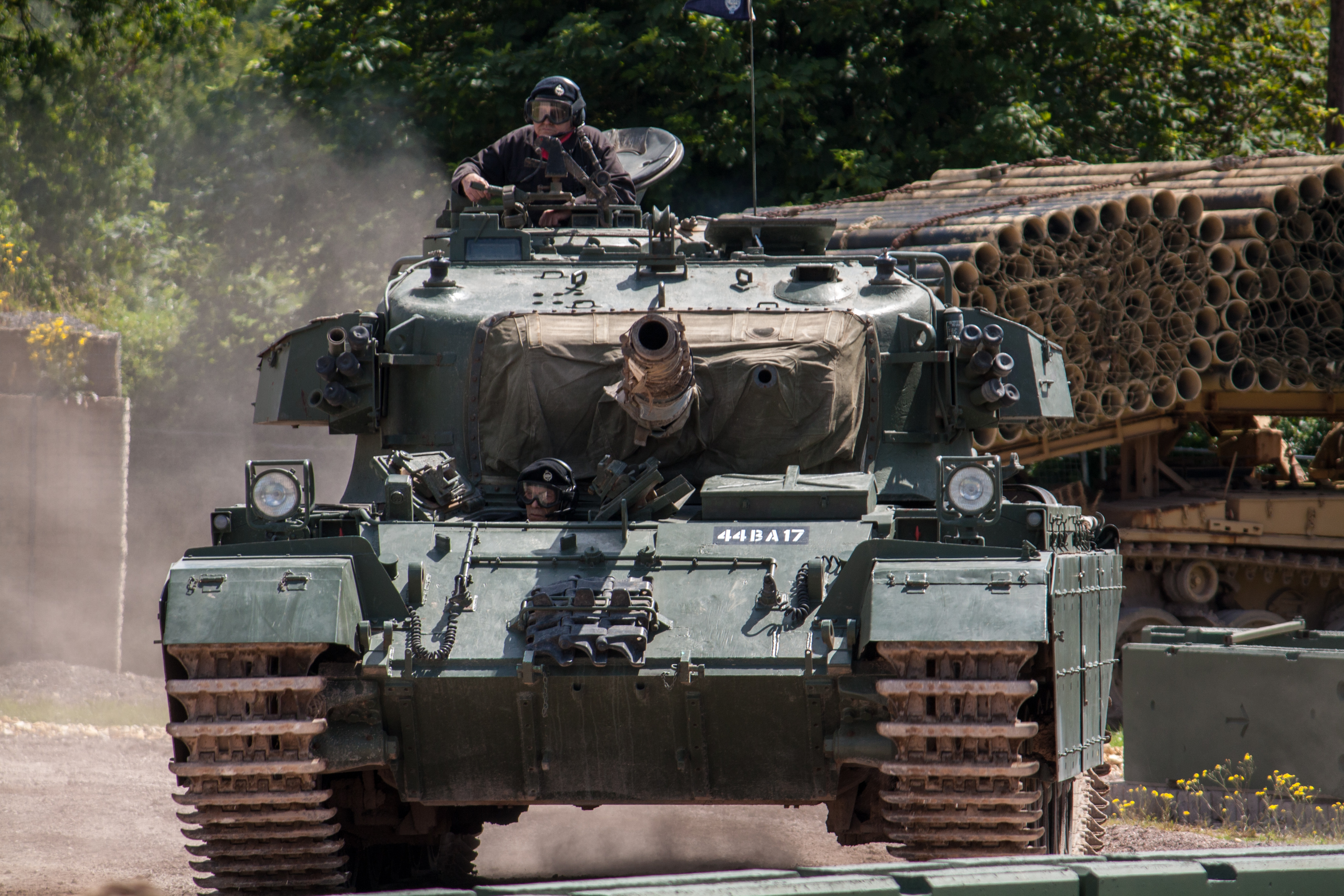
センチュリオン Mk.12

A41試作車（原型）
新規設計の足回りと車体、砲塔周囲全周を鋳造製とし上面に装甲板を溶接した構造の砲塔を持ち、主砲や機銃を変えて1～20号車まで製作。エンジンはミーティアMk.4（600hp）を搭載。のちに一部車両を除きMk.Iと同様の改修が施された。
Mk.I（1948年後期よりMk.1）

A41試作車を基礎として砲塔前面のみを鋳造製、側面と後面および上面を溶接式の装甲板とする改良砲塔を採用したセンチュリオン最初の生産型。主砲は17ポンド砲、副武装は7.92㎜ベサ機関銃。
Mk.II（1948年後期よりMk.2）
砲塔を新設計の一体鋳造に変更し、エンジンをミーティアMk.4A（640hp）に換装。のちに全車Mk.3に改修。番号と本格生産開始時期こそMk.Iより新しいが、戦中に試作された車両がそのまま生産第一号車に登記変更されたため、納入開始はMk.Iより早い1945年度になっている。車種名称が「重巡航戦車」から「中戦車」に変更された。
Mk.3
Mk.2の主砲を20ポンド戦車砲に換装、射撃管制装置を新型に変更。エンジンをミーティアMk.4B（650hp）に換装。朝鮮戦争に実戦投入された。
Mk.4
主砲をオードナンス QF 95mm榴弾砲Mk.1Aに換装した火力支援型。センチュリオンMk.Iを改造して製作されたが、20ポンド砲に歩兵支援能力が十分あるとされ、試作のみとなった。
Mk.5
NATOでの弾薬共通化のため、副武装をM1919A4 7.62mm機関銃に変更。
Mk.5/1
生産終了後のMk.5の前面に厚さ2インチ（50.8mm）の装甲板を追加。
Mk.5/2
生産終了後のMk.5の主砲をL7A1 105mm戦車砲に換装、車体後部に外付け装甲板箱型燃料タンクを増設。

Mk.6
Mk.5/1とMk.5/2と同じ変更（装甲板の追加、主砲の換装、外付け装甲板箱型燃料タンクの増設）
Mk.6/1
赤外線探照灯および暗視装置を搭載。
Mk.6/2
L21A1 12.7mm測距機関銃を搭載。

Mk.7
新設計の車体を採用（Mk.5の車体後部を延長して車体内後部に燃料タンクを増設。これにより車体後部外付けの装甲板箱型燃料タンクは廃止）、さらに既存の車体内燃料タンクも改良して燃料搭載量を増加することで航続距離を延長。主砲に排煙器を追加、対空用のM1919A4 7.62mm機関銃を装備。
Mk.7/1
生産終了後のMk.7の前面に厚さ2インチ（50.8mm）の装甲板を追加。
Mk.7/2
生産終了後のMk.7の主砲をL7A1 105mm戦車砲に換装。

Mk.8
エンジンを改良型のミーティアMk.4Cに換装。ハンガリー動乱時にイギリス大使館にもたらされたT-54戦車のデータから、生産の途中から車体前面の装甲強化が行われた最初の型。
Mk.8/1
Mk.8に赤外線暗視装置を追加。
Mk.8/2
主砲をL7A1 105mm戦車砲に換装。

Mk.9
Mk.7/1の装甲強化とMk.7/2の主砲換装の両方を実施した型。最初の1輌以外は全て既存のMk.7から改修された。
Mk.9/1
赤外線暗視装置を追加。
Mk.9/2
L21A1 12.7mm測距機関銃を搭載。

Mk.10
Mk.8の装甲を強化、主砲をL7A1 105mm戦車砲に換装、砲弾の搭載数増加。
Mk.10/1
赤外線暗視装置を搭載。
Mk.10/2
L21A1 12.7mm測距機関銃を搭載。

Mk.11
Mk.6に赤外線暗視装置とL21A1 12.7mm測距機関銃を搭載。
Mk.12

Mk.9/1の赤外線暗視装置搭載とMk.9/2の測距機関銃搭載の両方を実施した改修型。
Mk.13
Mk.10に赤外線暗視装置とL21A1 12.7mm測距機関銃を搭載。

### 派生型

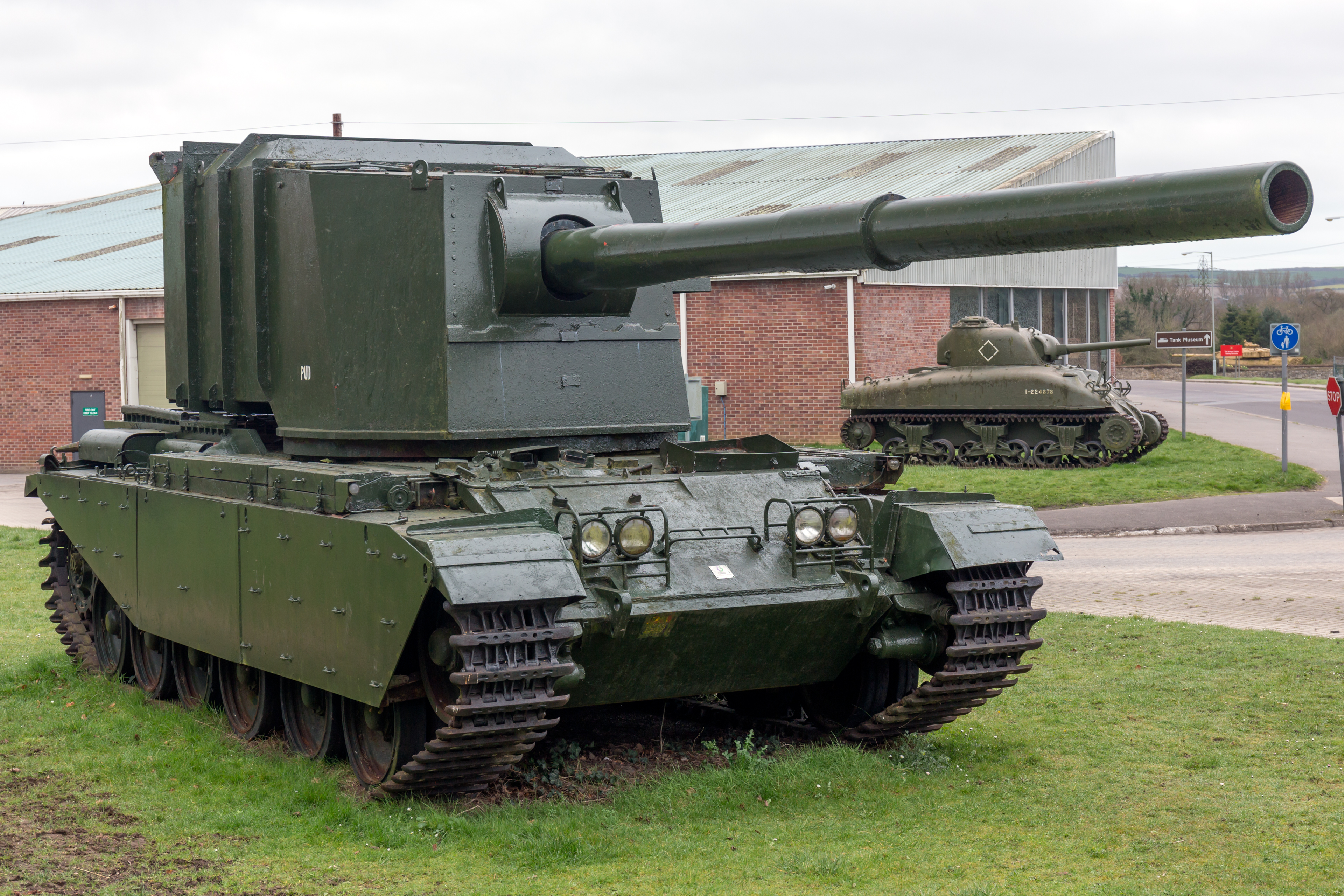
FV4005 Stage II

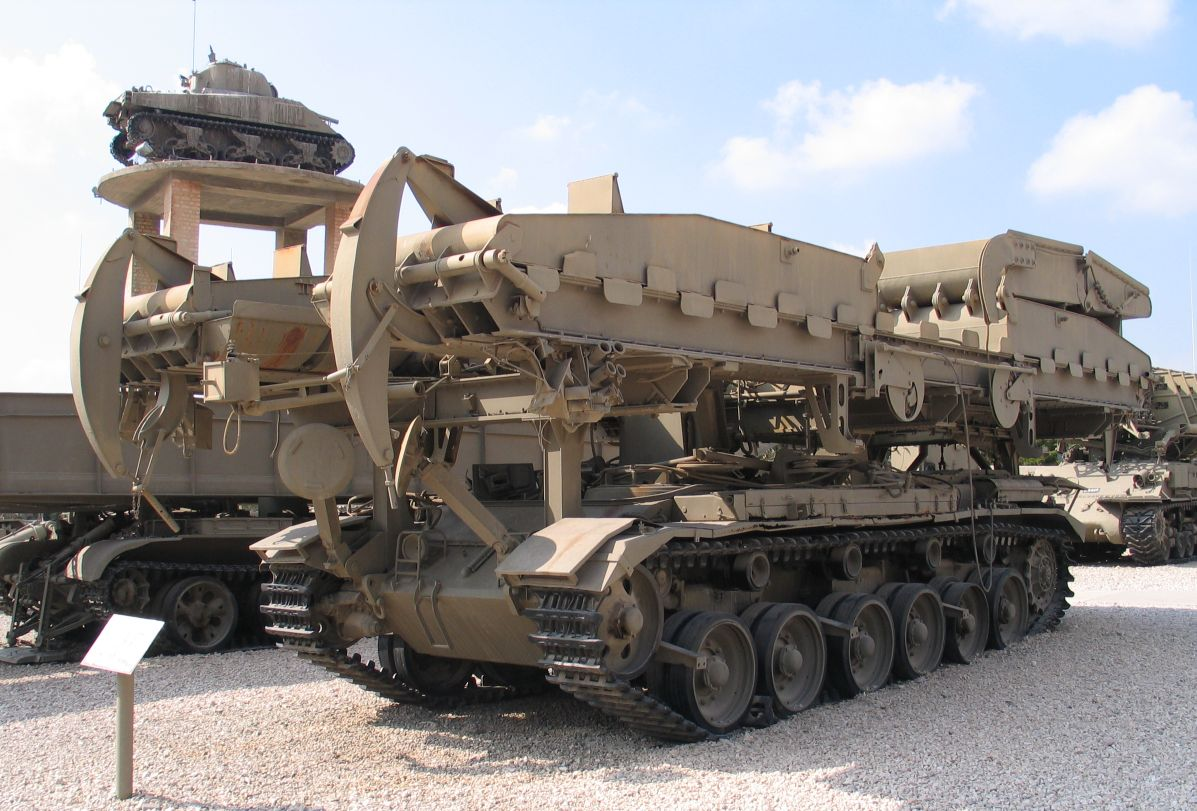
FV4016 センチュリオン ARK

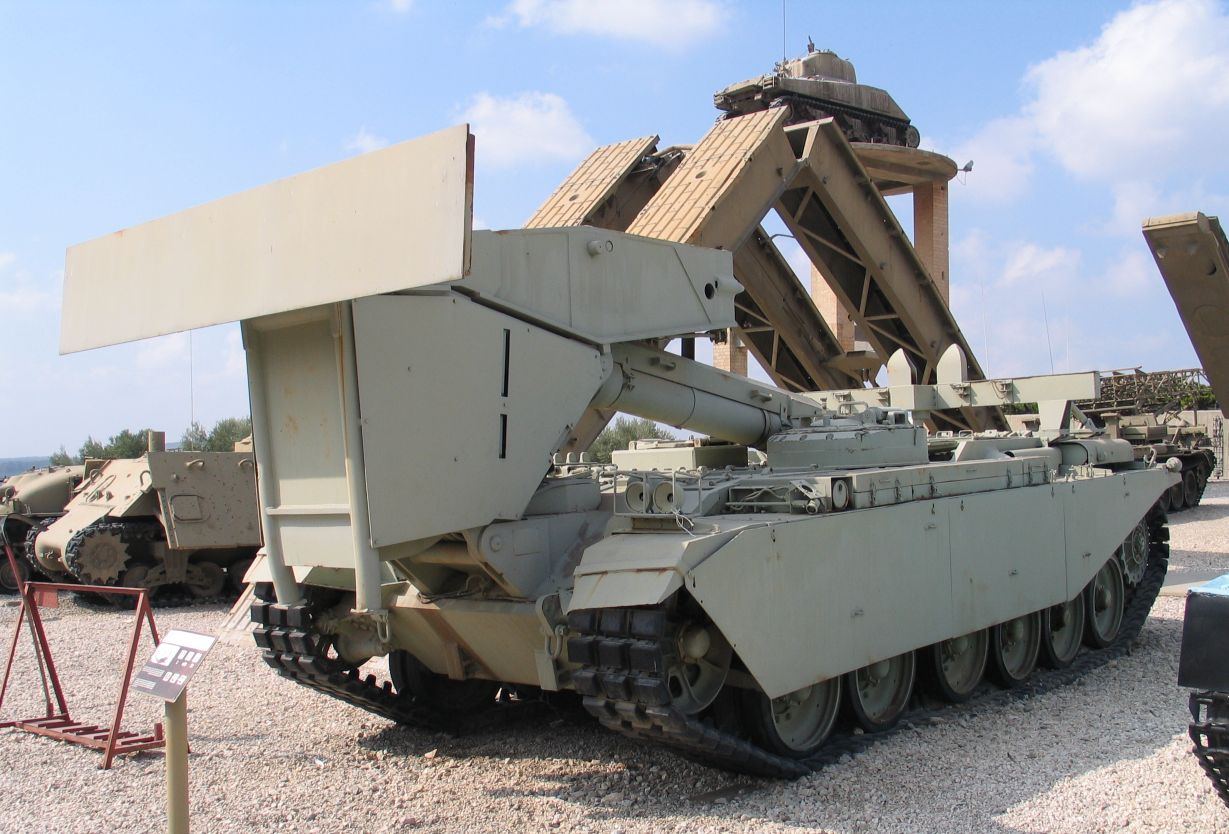
FV4002 センチュリオン Mk.5 架橋戦車

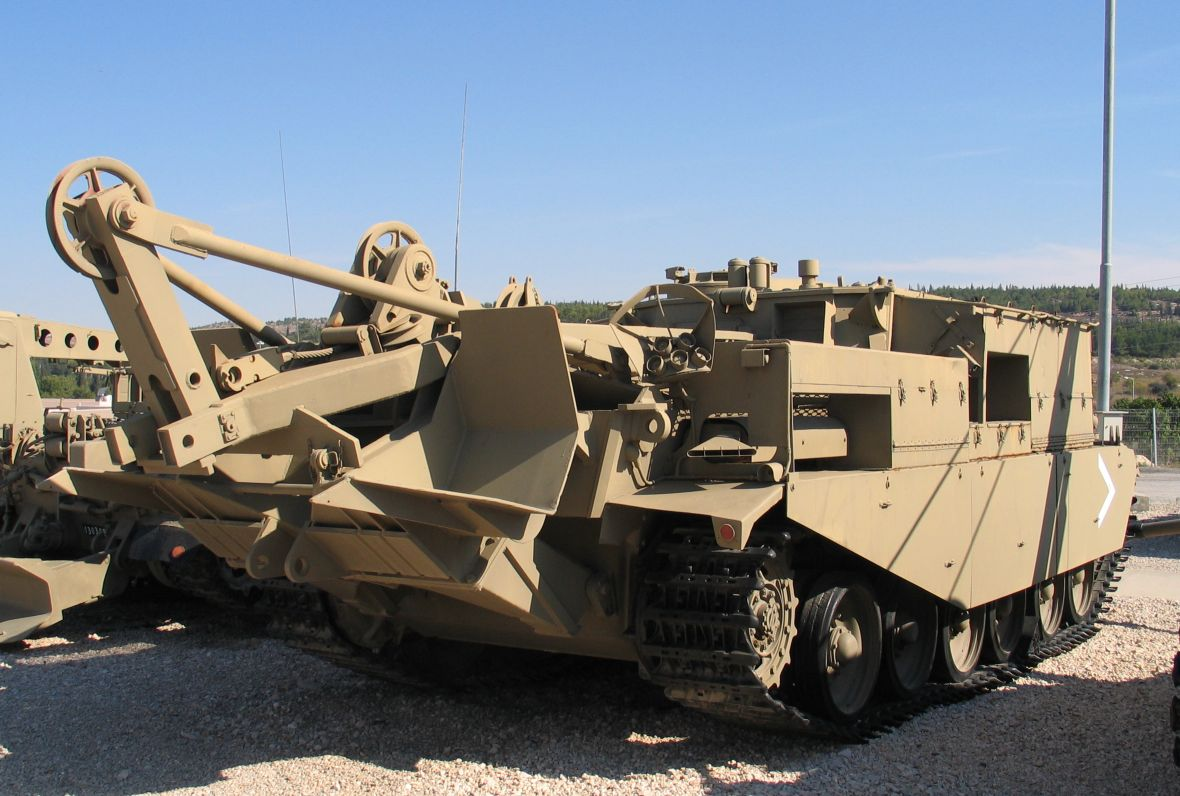
FV4006 センチュリオン ARV Mk.2

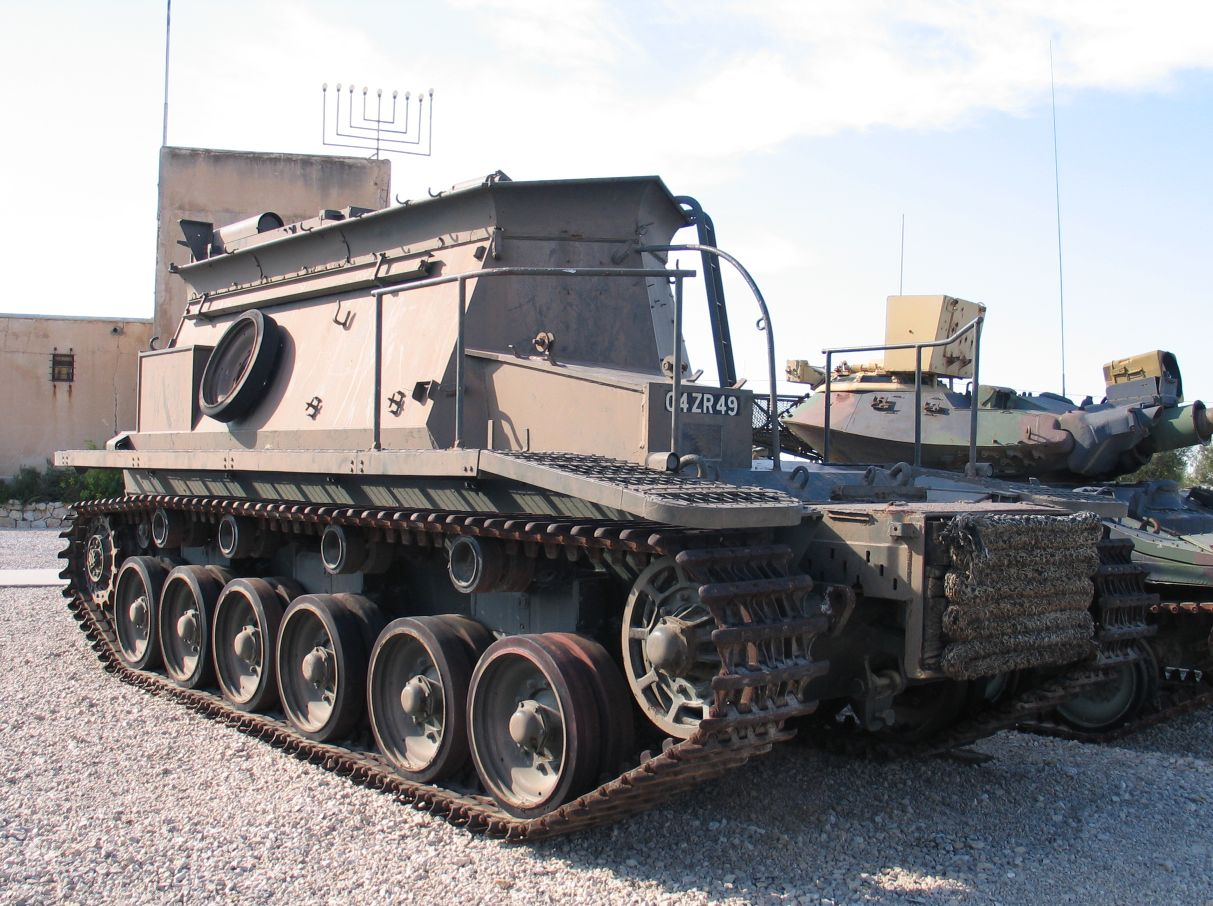
FV4018 センチュリオン BARV

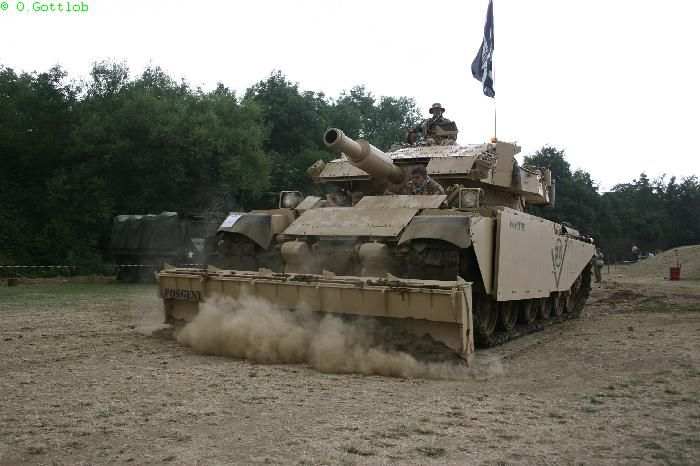
FV4003 センチュリオン Mk.5 AVRE 165

王立工兵隊で運用される戦闘工兵車(AVRE)仕様。Mk.5の車体に障害物破砕用のL9A1 165mm破砕砲を搭載し、車体前面に液圧式ドーザーブレードを装備。必要に応じGiant Viper地雷処理装置を牽引して運用する。工作作業用の粗朶や1m級の鉄骨の束を運搬可能。5人乗り。湾岸戦争で使用された。

FV4004 コンウェイ
ソ連製のIS-3などの重戦車に対抗する目的で開発された対戦車自走砲/駆逐戦車で、センチュリオンの車体にL1 120mmライフル砲を搭載した車両。当初は限定旋回式の砲塔を搭載したが、その後全周回式の砲塔に変更された。運用上問題があるとされ1951年に開発中止となった。
FV4005

FV4004の開発コンセプトを発展させたもので、センチュリオンMk.3の車体に183mm砲を搭載した重駆逐戦車。半自動装填装置を搭載したFV4005 Stage I、自動装填装置を廃止したFV4005 Stage IIが開発されたが1957年に開発中止となった。試作車がボービントン戦車博物館に展示されている。

センチュリオン Mk.12 AVRE 105
元々砲兵観測車（Artillery Observer vehicles）だった車輌を戦闘工兵車に改修した車両。通常の戦車型と同じL7 105mm砲を搭載し、車体前面にはマインプラウを装備する。
FV4019 センチュリオン Mk.5 ブルドーザー
センチュリオン Mk.5に戦闘工兵車用のブルドーザーブレードを装着した型。センチュリオンを装備する1個中隊につき1輌配備されていた。
FV4016 センチュリオン ARK

架橋戦車仕様。75フィートまでの間隔の河川ないし溝に橋を渡すことができ、その橋は80tまでの重量に耐え得る。

FV4002 センチュリオン Mk.5 架橋戦車

センチュリオン Mk.5の車体にNo.5戦車橋を装着した架橋戦車。橋は2分以内に45フィートまでの長さにかけることが可能であり、80tまでの重量に耐えることが可能。

FV4013 センチュリオン ARV Mk.1
センチュリオン Mk.1/Mk.2の車体を元にした回収戦車。砲塔はクレーンと72馬力Bedford QL truckによって稼動するウインチに換装されている。180輌前後が製造され、一部は朝鮮戦争で運用されたが、1959年以降は訓練にのみ使用されている。
FV4006 センチュリオン ARV Mk.2

センチュリオン Mk.1/Mk.2/Mk.3の車体を元にした回収戦車。砲塔は90tまでの重量物を牽引可能なクレーンとウインチのユニットに換装され、それらは補助エンジンで稼動する。車長用キューポラには、.30口径の機関銃が装着されている。

FV4018 センチュリオン BARV

海岸回収戦車仕様で、イギリス軍では最後まで使用されていたセンチュリオンシリーズである。2003年まで最後の1輌がイギリス海兵隊で運用されていたが、現在はレオパルト1の車体を基にしたヒッポに更新されている。

### 海外の派生型

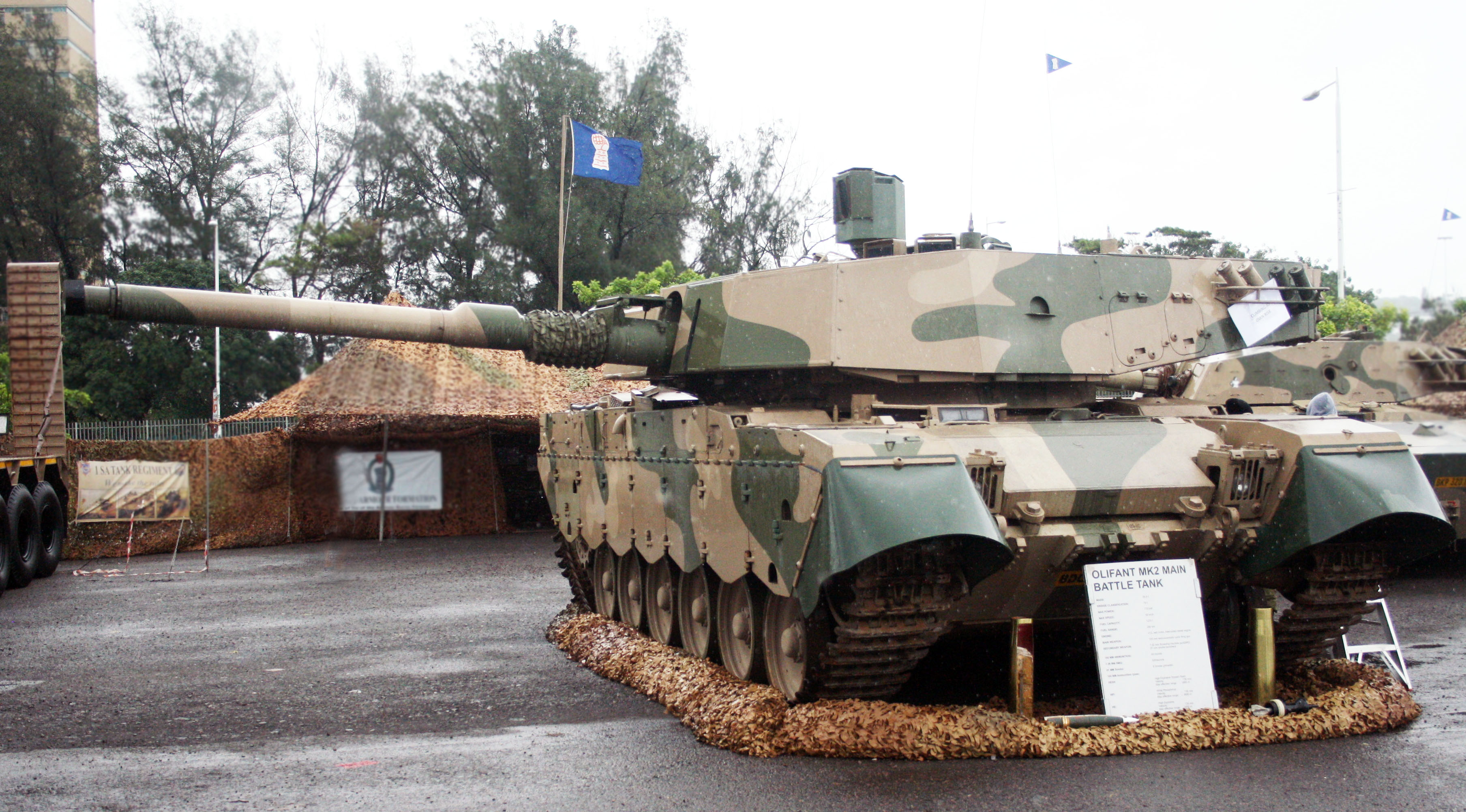
オリファント Mk.2

オリファント
南アフリカ共和国仕様のセンチュリオン。アフリカ大陸南部での運用に最適化された改修がなされている。Mk.1のほかA型、B型、Mk.2が存在する。

テンペスト
シンガポール軍仕様のセンチュリオン。具体的な近代化改修の内容は不明。

#### イスラエル

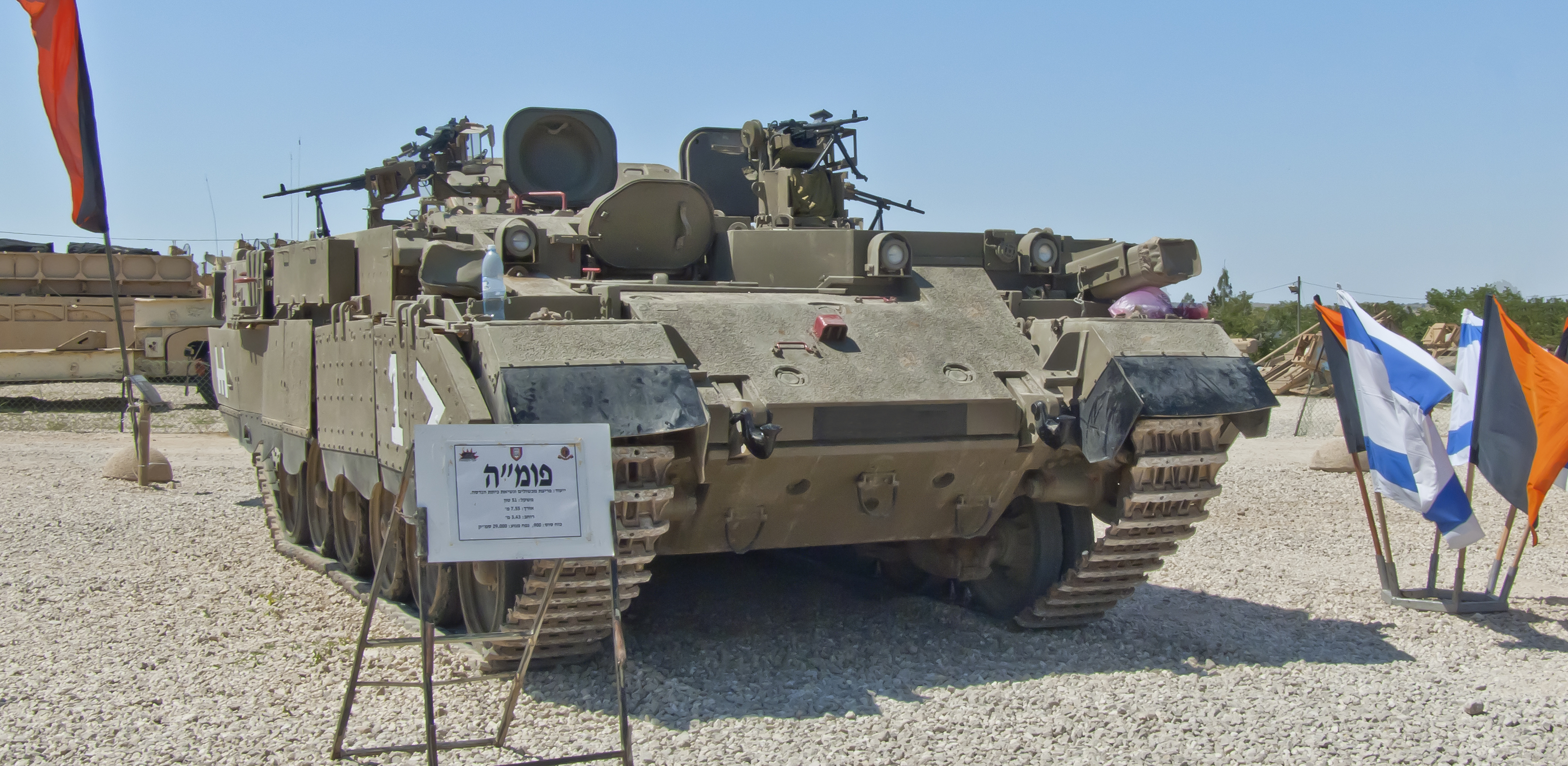
プーマ戦闘工兵車

ショット
イスラエル仕様のセンチュリオン。中東の砂漠地帯での円滑な運用を目的とした改修が行われている。
- ショット戦車は“ベングリオン（戦車）”と呼称されることがあるが、これは西側のメディアが勝手に付けた呼称である。

ナグマショット
ショットの砲塔を撤去して兵員室を設置し10人の歩兵を登場可能にした装甲兵員輸送車。
ナグマホン
ナグマショットに「ドッグハウス」と呼ばれる箱形の戦闘室を設置するなどした歩兵戦闘車。おもにパレスチナ自治区におけるインティファーダ鎮圧などの治安維持任務に使用される。
ナクパドン
ナグマショットをベースに第三世代複合装甲などを追加して防御力を強化した歩兵戦闘車。
プーマ戦闘工兵車
ショットを改修して製造された戦闘工兵車。
MAR-290
ショットを改修して製造された自走多連装ロケット砲（スーパーシャーマンの車体を使用したバージョンの改良型）。

#### スウェーデン

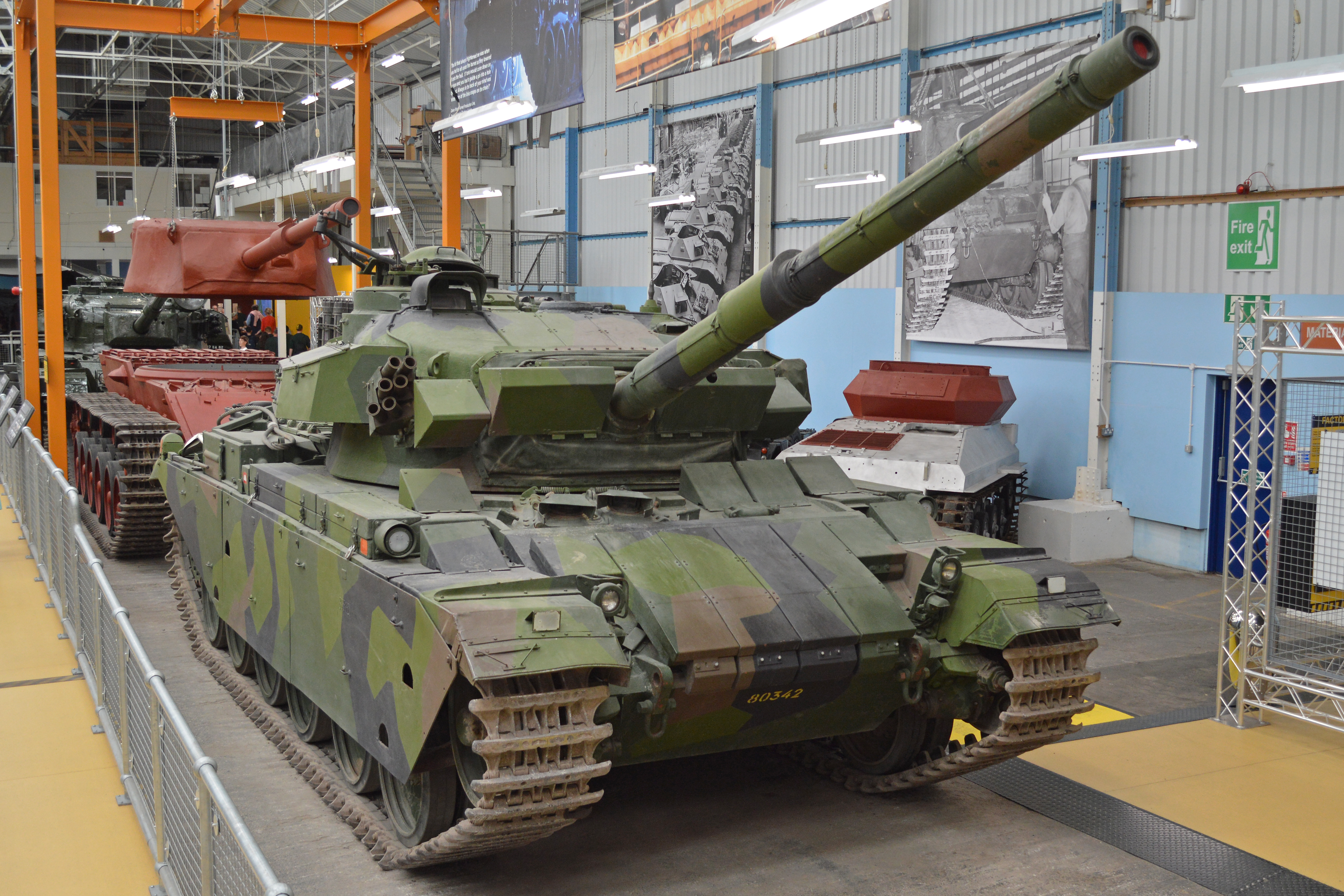
Stridsvagn(Strv).104

Stridsvagn 81
20ポンド砲仕様のMk.3にスウェーデン製の無線機を搭載するなどした型。240輌製造。
Stridsvagn 101
L7 105mm砲仕様のMk.10にスウェーデン製の無線機を搭載するなどした型。110輌製造。
Stridsvagn 101R
1980年代に、Stridsvagn 101にレーザー測距儀を搭載するなどした型。
Stridsvagn 102
1960年代初頭に、Stridsvagn 81の主砲をL7 105mm砲に換装した型。
Stridsvagn 102R
1980年代に、Stridsvagn 102にレーザー測距儀を搭載するなどした型。
Stridsvagn 104
1980年代に、レーザー測距儀を搭載しエンジンをディーゼルエンジンに換装するなどした型。1980年代に、80輌がStridsvagn 102より改修。
Stridsvagn 105
Stridsvagn 102Rに新型のサスペンションを換装するなどした型。試作のみ。
Stridsvagn 106
Stridsvagn 101Rのサスペンションを新型に換装するなどした型。試作も行われなかった。
Bärgningsbandvagn 81
センチュリオンの車体を基にした回収戦車のスウェーデン軍仕様。

#### ヨルダン
テムサ
ヨルダンのKADDBがセンチュリオンを改造した兵員輸送車。
MAP
ヨルダンのKADDBがセンチュリオンを改造した兵員輸送車。兵員の乗降口が車体の左前方と後方に存在する。

## 採用国
- オーストラリア
- オーストリア
- カナダ
- デンマーク
- エジプト
- インド
- イラク
- イスラエル
- ヨルダン
- クウェート
- レバノン
- オランダ
- ニュージーランド
- シンガポール
- ソマリア
- 南アフリカ共和国
- スウェーデン
- スイス
- イギリス

## 登場作品

### 映画

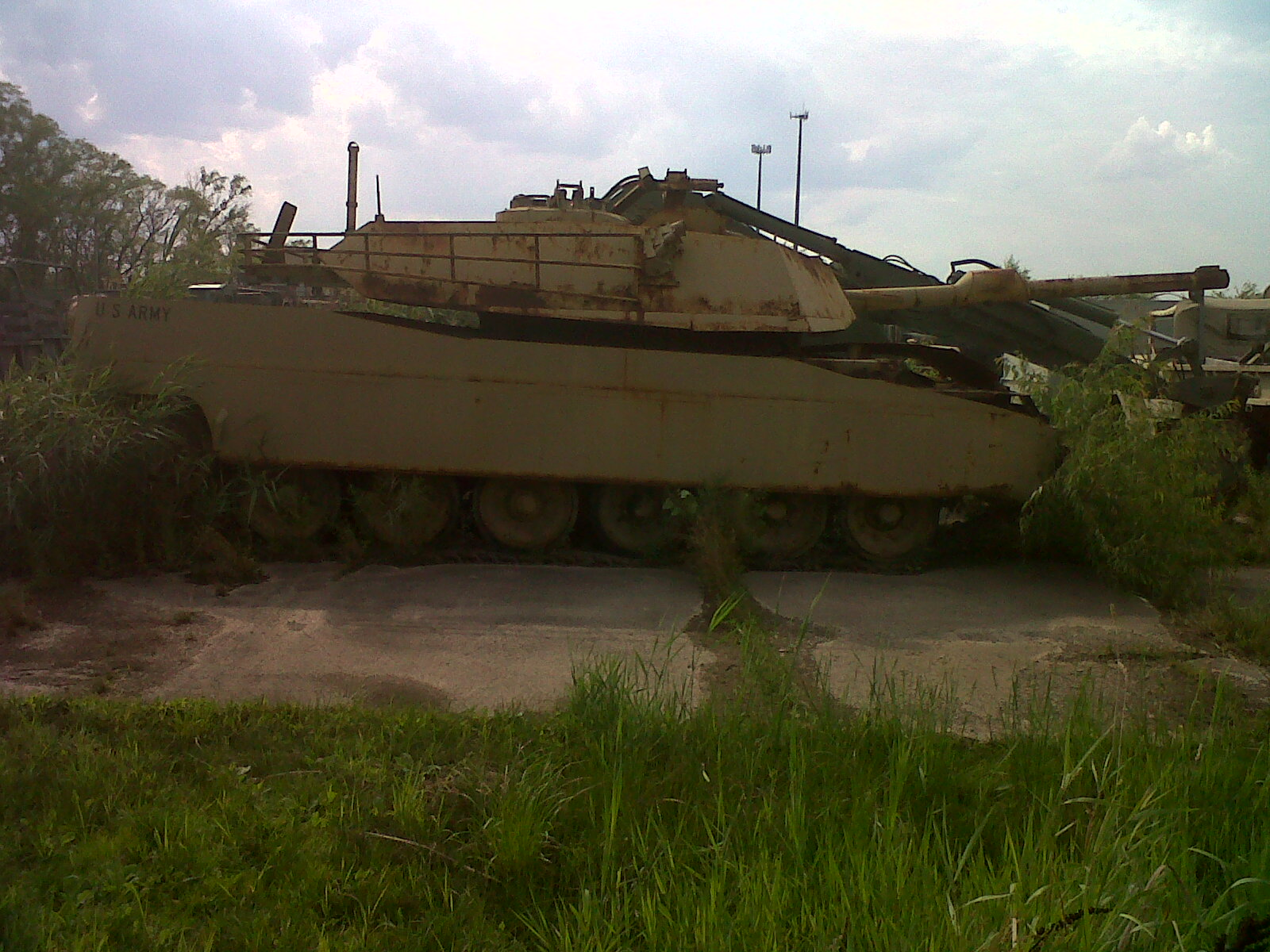
『戦火の勇気』に登場した、センチュリオン改造のM1エイブラムス
イリノイ州レイク郡ラッセルのラッセル軍事博物館(Russell Military Museum)の保管車両
（2012年の撮影）

『怪獣ゴルゴ』
イギリス軍の戦車として登場。
『戦火の勇気』
当作に登場するM1エイブラムスは、オーストラリア陸軍の使用していたセンチュリオンの退役車両が放出されたものを改造したものである。
『パワープレイ』(英語版)
カナダ陸軍の車両が作中の架空の国の車両として登場。
『冷凍凶獣の惨殺』
デンマークで制作された怪獣映画。デンマーク軍が全面的に協力しており、砲塔上の機銃がブローニングM2重機関銃となっているデンマーク陸軍型のMk.5/2が怪獣攻撃に登場する。

### 小説
『大日本帝国欧州電撃作戦』
欧州に派遣された日本軍に供与された。

### アニメ
『ガールズ&パンツァー 劇場版』
大学選抜チーム隊長の島田愛里寿が乗車する戦車として、先行試作車両A41型（兵装：17ポンド砲、7.92mmベサ機関銃）が登場、たった1両で大洗女子学園の戦車を次々と撃破していき、最終局面でも西住姉妹を相手に互角の戦いを演じる。

### ゲーム
『War Thunder』
イギリス陸軍の中戦車としてMk.1、Mk.2、Mk.3、Mk.10が登場。なおMk.2はバトルパスのみ。
『World of Tanks』
イギリス中戦車Centurion Mk. I、、Centurion Mk. 7/1、Centurion Action Xとして開発可能。Stridsvagn 81やCenturion Mk.5/1 RAACも収録されている。また、Centurion Mk.5の改造車体にCenturion AXの改良砲塔を載せたFV4202も実装されている。
『トータル・タンク・シミュレーター』
英国の改重戦車CENTとしてMk.Iの20mm機関砲搭載型が登場。
『突撃の戦車：Rush』
大英帝国無課金車両のTier4にA41が登場。